# Quinn Shephard
Quinn Shephard, född 28 februari 1995 i Metuchen i Middlesex County, New Jersey, är en amerikansk skådespelerska, manusförfattare, filmproducent, filmregissör och filmredigerare. Hon är mest känd för sin roll som Morgan Sanders i CBS tv-serie Hostages. Under 2017 gjorde hon regidebut med filmen Blame (som hon också skrev, producerade, redigerade och medverkade i). Den har visats på flera filmfestivaler och fick uppmärksamhet bland recensenter.

## Biografi
Shephard växte upp i Metuchen, New Jersey och det omgivande New York-området. Hon gick på Metuchen High School, som användes för att spela in scener till hennes film Blame.

## Karriär
Shephards debut på storskärmen var vid fem års ålder i den franska filmen Harrison's Flowers, 2001.
Shephard har också synts i TV. Under 2013 spelade hon återkommande Morgan Sanders i CBS thriller-serien Hostages. Från 2014 till 2015 porträtterade hon Claire Mahoney i den fjärde säsongen av Person of Interest. Shephard har gästspelat i flera tv-serier, bland annat Law & Order: Special Victims Unit (2011), The Blacklist (2013) och Believe (2014).
Under 2015 mottog hon Rising Star Award på Garden State Film Festival. Under 2018 framträdde hon i filmen The Miseducation of Cameron Post som hade världspremiär på Sundance Film Festival; den vann Grand Jury Prize för amerikansk drama, festivalens högsta ära.

### Regidebut
Shephard utvecklade manuset till sin första film Blame under flera år. Under 2016, efter att hennes finansiering föll igenom under den första inspelningsveckan, självfinansierade Shephard delvis Blame med pengar från sin college fond. Filmen spelades in under 19 dagar och Shephard producerade den med sin mamma Laurie Shephard. Shephard medverkade i filmen som Abigail Grey, tillsammans med Chris Messina, Nadia Alexander och Tate Donovan.
Blame visades på flera filmfestivaler inklusive Tribeca Film Festival, vilket gjorde Shephard till den yngsta kvinnliga regissören att debutera med en film där. Filmen nominerades till flera priser på Tribeca och vann priset för bästa skådespelerska i en amerikansk skönlitterär produktion (för Alexanders prestation). Filmen fick generellt positiva recensioner från kritiker och har ett 80 procentigt betyg på Rotten Tomatoes, medan den på Metacritic håller ett 54/100 betyg.

## Privatliv
Shephard identifierar sig som queer. Hon var tidigare i ett förhållande med sin Blame-motspelare Nadia Alexander.

## Filmografi

### Film
| År   | Titel                                    | Roll           | Anteckningar                                             |
| ---- | ---------------------------------------- | -------------- | -------------------------------------------------------- |
| 2001 | Harrison's Flowers                       | Margaux Lloyd  |                                                          |
| 2006 | Unaccompanied Minors                     | Donna Malone   |                                                          |
| 2008 | Assassination of a High School President | Eye Patch Girl |                                                          |
| 2017 | Blame                                    | Abigail Grey   | Även regissör, producent, manusförfattare och redigerare |
| 2018 | The Miseducation of Cameron Post         | Coley Taylor   |                                                          |
| 2018 | Midnight Sun                             | Morgan         |                                                          |
| 2022 | Not Okay                                 | Sig själv      | Även regissör och manusförfattare                        |
| TBA  | Fade to Black                            | Quinn          | Efterproduktion                                          |

### Tv
| År      | Titel              | Roll           | Anteckningar                                                |
| ------- | ------------------ | -------------- | ----------------------------------------------------------- |
| 2013–14 | Hostages           | Morgan Sanders | Huvudroll                                                   |
| 2014–15 | Person of Interest | Claire Mahoney | 2 avsnitt                                                   |
| 2018–19 | God Friended Me    | Rachel Blake   | 2 avsnitt                                                   |
| 2024    | Under the Bridge   | -              | Miniserie; regissör, manusförfattare och exekutiv producent |